# Romain Schneider

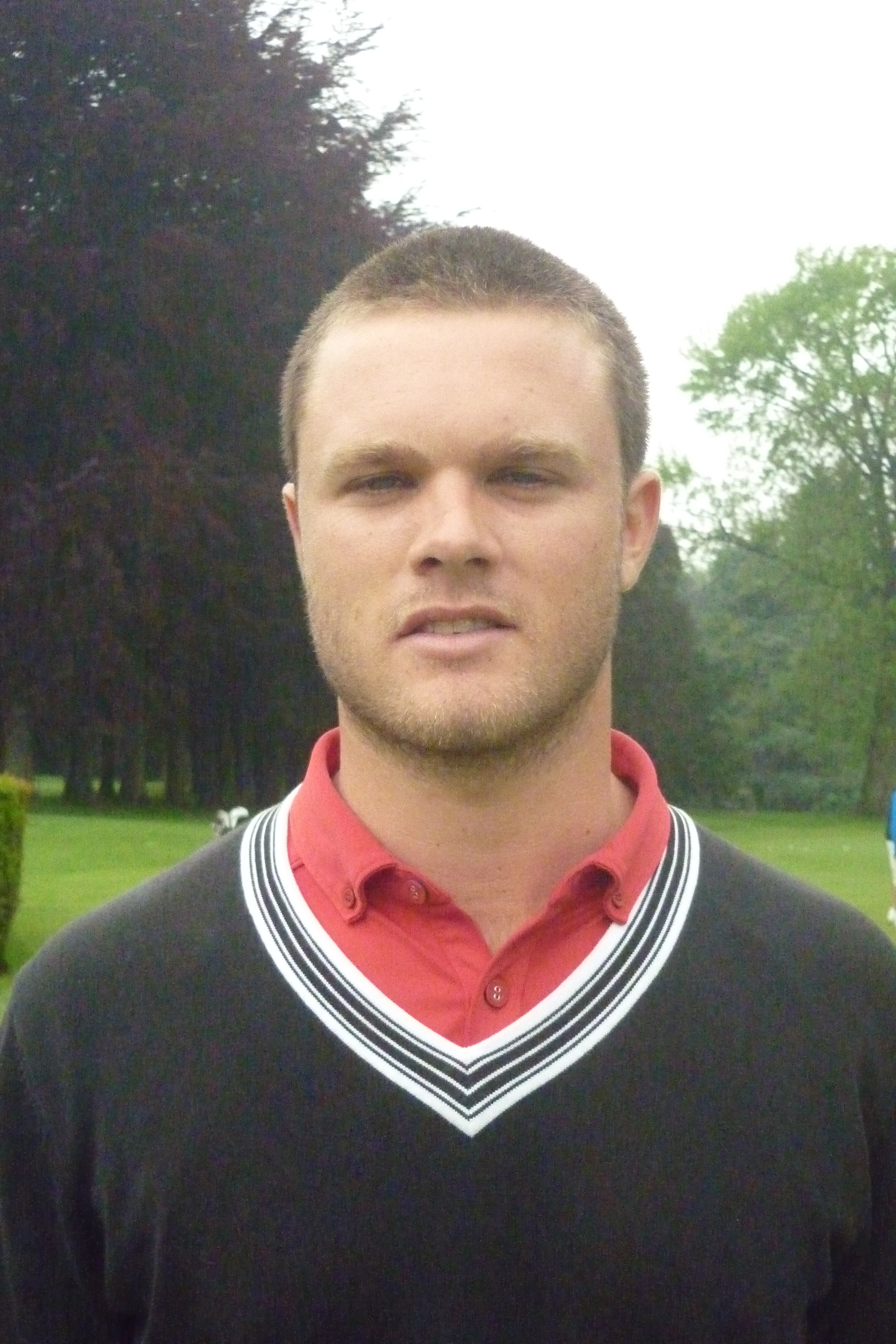
Telenet Trophy 2012

Romain Schneider (Levallois-Perret, 27 mei 1989) is een golfprofessional uit Frankrijk.
Als 5-jarig mannetje begon Romain ballen te slaan op de Golf  de Meaux Boutigny. In november ging hij naar de Golf de la Boulie en twee jaar later ging hij naar het Lycée Notre-Dame de Boulogne waar sport en leren gecombineerd werden.

## Professional
Schneider werd in november 2009 professional en haalde op de Tourschool een spelerskaart voor de Alps Tour
In september 2011 behaalde hij op de Allianz Tour zijn eerste overwinning: het Open International de Normandie. Op de Tourschool van 2011 haalde hij zijn kaart voor de Europese Challenge Tour van 2012.

### Gewonnen
- 2011:Open International de Normandie.